# Velîkîi Șpakiv (Malîi Șpakiv), Rivne
Velîkîi Șpakiv (în ucraineană Великий Шпаків) este un sat în comuna Malîi Șpakiv din raionul Rivne, regiunea Rivne, Ucraina.

## Demografie
Componența lingvistică a localității Velîkîi Șpakiv
     Ucraineană (99,53%)
     Alte limbi (0,47%)
Conform recensământului din 2001, majoritatea populației localității Velîkîi Șpakiv era vorbitoare de ucraineană (99,53%), existând în minoritate și vorbitori de alte limbi.